# Feria Mundial de Nueva York de 1939
La Exposición General de segunda categoría de Nueva York de 1939 fue regulada por la Oficina Internacional de Exposiciones y tuvo lugar del 30 de abril al 31 de octubre de dicho año en la ciudad estadounidense de Nueva York. Posteriormente la Exposición se volvió a abrir al público del 11 de mayo al 27 de octubre de 1940. Esta muestra tuvo por eslogan: "Construyendo el mundo del futuro" y contó con una superficie de 500 hectáreas.

## Proyecto
En 1935, en plena Gran Depresión, un grupo de empresarios neoyorquinos se reunieron y crearon la New York World's Fair Corporation, eligiendo como presidente del comité a Grover Whalen. Durante los siguientes cuatro años, el comité planificó la exposición con la intención de que se convirtiera en el mayor acontecimiento ocurrido desde la Primera Guerra Mundial.
El diseñador de la muestra fue Henry Dreyfuss, y los arquitectos del centro temático fueron Wallace K. Harrison y Jacques Fouilhoux.

## Inauguración
El 30 de abril de 1939 el presidente estadounidense Franklin D. Roosevelt inauguró, frente a 200.000 personas, la Feria Mundial de Nueva York de 1939, una exposición llena de avances tecnológicos y sociales.

## Exposición

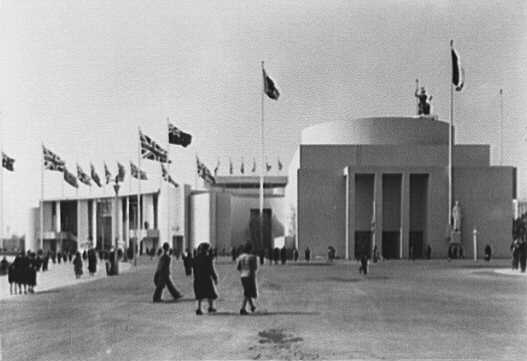
Pabellón británico.

Una de las exhibiciones que captó más visitantes fue la de la cápsula del tiempo, que no será abierta hasta el año 6939. La cápsula del tiempo contiene unos manuscritos de Albert Einstein y Thomas Mann, diversos números de la revista Life, una muñeca, un dólar estadounidense, un paquete de cigarrillos Camel, millones de páginas de texto en microfilm. La cápsula también contenía semillas de diversas especies. La cápsula está localizada en 40°44′34.089″N 73°50′43.842″O / 40.74280250, -73.84551167 a 15 metros de profundidad.
En la muestra también se celebró la primera Convención mundial de ciencia ficción, aprovechando el tema del que trataba la exposición.
Aunque los Estados Unidos no entraron en la Segunda Guerra Mundial hasta 1941, la feria sirvió como observatorio de aquellas zonas en guerra. Por ejemplo, los pabellones de Polonia y Checoslovaquia no reabrieron en la sesión de 1940. Además, el 4 de julio del mismo año dos agentes del departamento de Policía de Nueva York fueron asesinados al estallar una bomba en el pabellón británico.

## Clausura
La muestra, que fue abierta en dos sesiones, de abril a octubre cada una, fue clausurada definitivamente el 27 de octubre de 1940. El resultado final de la muestra obtuvo la visita de 45 millones de personas, aunque económicamente se produjo un déficit, ya que los 48 millones de dólares recaudados, no llegaban a cubrir los costos de la construcción de la exposición.

## Países participantes

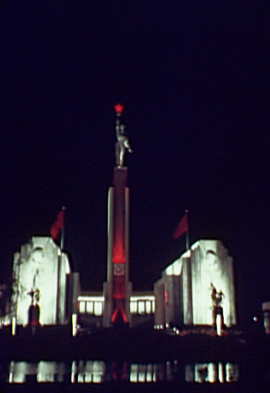
Pabellón de la URSS

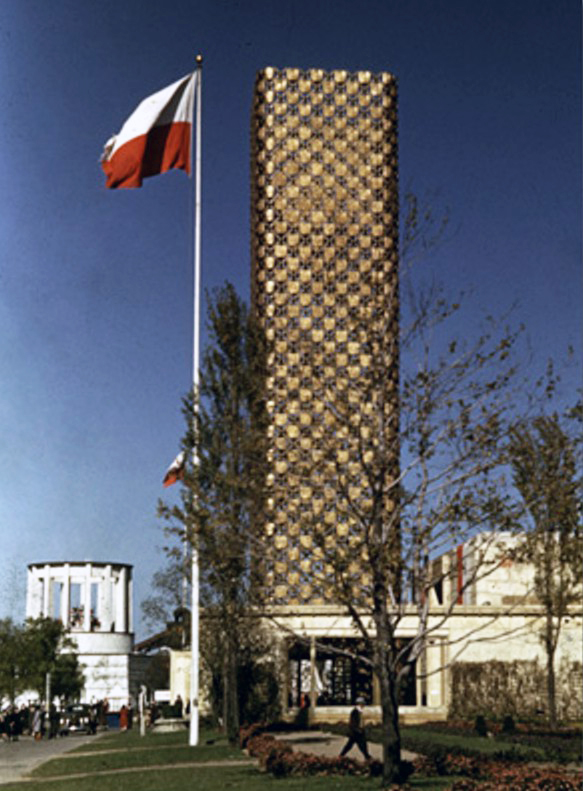
Pabellón polaco

En esta exposición internacional participaron los siguientes países:
| - Albania - Argentina - Australia - Bélgica - Bolivia - Canadá - Checoslovaquia - Chile - Colombia - Costa Rica - Cuba - Ecuador - Estados Unidos - Finlandia - Francia - Grecia - Guatemala - Haití - Honduras | - Hungría - Irak - Irlanda - Islandia - Italia - Japón - Líbano - Lituania - Luxemburgo - México - Nicaragua - Noruega - Nueva Zelanda - Países Bajos - Panamá - Paraguay - Perú - Polonia - Portugal | - Reino Unido - República Dominicana - Rodesia del Sur - Rumania - Tailandia - Suecia - Suiza - Turquía - Unión Soviética - Uruguay - Venezuela - Yugoslavia |

También participaron organizaciones internacionales como la Sociedad de Naciones, la Cámara de Comercio Internacional y el Pabellón Judío de Palestina (posteriormente Israel).